# Hinder
Hinder é uma banda de rock estadunidense formada em 2001 por Austin Winkler, Cody Hanson, e Joe Garvey, em Oklahoma City. A maioria das canções foram escritas por Austin Winkler (vocalista), e Cody Hanson (baterista). 
Austin Winkler deixou a banda em 2013 e seguiu carreira solo.

## História

### Início - Far From Close
O grupo começou em 2001, quando Austin Winkler (vocalista), conheceu Cody Hanson (bateria), e Joe Garvey (guitarra). Nessa época, Austin Winkler cantava covers nos clubes de Oklahoma City. Quando formaram a banda, inciaram suas apresentações em Oklahoma City, e outras cidades do país, onde aos poucos foram ganhando admiração do público. Em 2003, a banda lançou seu primeiro trabalho independente intitulado "Far From Close", que muitos acham se tratar de um EP, mas na verdade é o primeiro álbum da banda contando com 13 faixas. O álbum foi resultado dos esforços que a banda conseguiu com apresentações, este trabalho rendeu 5.000 cópias. Tecnicamente foi o primeiro trabalho do grupo, mas nessa época a banda era pouco conhecida.

### Extreme Behavior (2005-2007)
Em 2004, Winkler, Hanson, e Garvey começaram a desenvolver seu novo trabalho independente, durante essa fase várias gravadoras demonstraram interesse pelo material da banda, Algum tempo depois a banda fechou contrato com a Universal (Republic Records) e deram início ás gravações de Extreme Behavior, lançado no segundo semestre de 2005. Extreme Behavior foi o primeiro trabalho de estúdio do grupo fora da cena independente, por isso, muitos o consideram o primeiro álbum da banda. Os singles "Get stoned", e "Lips of an Angel" permanecerem várias semanas no topo das paradas nas rádios norte americanas. Este álbum alavancou o nome da banda no mercado musical, e é considerado um marco para o grupo. Uma nova versão deste álbum foi lançada em 2007, com a adição de algumas faixas bônus, dentre elas, um cover do sucesso “Born to be wild” de Steppenwolf.

### Take it to the Limit (2008-2009)
É o Segundo álbum da banda, Lançado em 2008. Neste álbum está presente uma mudança no estilo da banda, com um pouco de influência do "Glam Metal", diferente do álbum anterior. Já em 2009, Hinder participou da turnê "Saints Of Los Angeles" da banda clássica de Heavy Metal, Mötley Crüe, e no mesmo ano foi a turnê de “Dark Horse” da banda Nickelback, que também contou com a participação de outras bandas notórias como "Papa Roach". A música "Heaven Sent" deste álbum também é conhecida pela banda pelo nome "Lost Heaven You".

### All American Nightmare (2010–2012)
Sucessor de "Take It To The Limit", é o terceiro trabalho da banda, lançado no final de 2010, sete dias antes de sua data oficial. All American Nightmare, veio com estilo mais pesado, que não se assemelha a nenhum álbum anterior. 

### Welcome to the Freakshow (2012)
É o quarto álbum da banda, lançado em Dezembro de 2012. Além da sonoridade típica tal como nos outros trabalhos, a banda incorporou elementos do estilo Pop nas músicas deste álbum. Austin Winkler disse que o álbum foi gravado em um momento difícil, pois logo quando as gravações terminaram, Winkler deu entrada em um programa de reabilitação. Para este álbum escreveram 30 canções, das quais somente 11 foram selecionadas.

### Saída de Austin Winkler (2013)
No dia 20 de Novembro de 2013, Austin Winkler deixou oficialmente a banda. Logo depois do término das gravações de ''Welcome to the Freakshow'', O vocalista anunciou sua entrada em um programa de reabilitação devido a seu vício com drogas, e sua participação na turnê da banda foi substituída temporariamente por Jared Weeks, vocalista da banda Saving Abel.
A banda confirmou que a saída de Winkler não marcava o fim da banda, Cody Hanson ainda declarou:
“Não guardamos nenhum ressentimento com Austin, e desejamos o melhor a ele. Embora tenha sido uma decisão difícil, essa foi a melhor para todos os envolvidos, e hora de seguirmos em frente”.

### Nova fase (2013-2014)
Com a saída de Austin Winkler, a banda ficou inativa por vários meses. Em meados de 2014 a banda voltou a se posicionar nas redes sociais anunciando novas apresentações. Nolan Neal foi escolhido como substituto não-oficial de Austin Winkler. Ainda em 2014 a banda lançou um novo single ''Hit The Ground'', e no início de 2015 o posto de vocalista foi novamente alterado, e assumido por Marshal Dutton, que já havia participado de algumas composições do grupo. Muitos fãs ficaram insatisfeitos com o novo vocalista, já que estavam apegados a Winkler, porém o grupo segue adiante com Marshal, onde se mostram satisfeitos.

### When The Smoke Clears (2015)
É o quinto álbum, lançado em 2015, Com a chegada de Dutton, a banda regravou a canção ''Hit the Ground'' que foi incluída neste álbum.
É o primeiro trabalho da banda após a saída de Austin Winkler, e o primeiro com os vocais de Marshal Dutton. 
Em 2016, a banda anunciou em uma entrevista que estavam em andamento com novos trabalhos nessa nova fase. ''Stripped'' um EP com 6 canções acústicas foi anunciado e lançado pouco tempo depois. Ainda em 2016, a banda anunciou que estava trabalhando no sexto álbum de estúdio.

### The Reign (2017) e fase atual
Em meados de 2017, o grupo lançou um single intitulado "Remember me", e anunciou o novo álbum "The Reign".
O grupo também liberou a faixa "The Reign", que dá nome ao álbum deixando fãs ansiosos. O novo álbum começou a ser gravado a partir de 2016, e lançado em Agosto de 2017.
Em 2019, Marshal Dutton, e Cody Hanson (bateria) anunciaram a formação de um dueto, um projeto paralelo, apelidado ''Dangerous Hippies''.
Em 16 de novembro de 2021 através de seu instagram a banda fez uma publicação de 2 fotos, onde na primeira estava uma foto de Marshal segurando uma guitarra, cuja legenda dizia: "Deslize para uma surpresa". A surpresa ao deslizar para a segunda foto eram datas de uma turnê com datas para 2022 e logo abaixo uma imagem da banda sem o guitarrista Mark King.
No dia 25 de novembro, a banda fez mais uma publicação em seu instagram cuja foto continha os 4 membros (sem Mark) e um homem desconhecido (muito parecido com Nolan Neal que substituiu Austin em 2014) segurando uma guitarra, dando a entender que Mark saiu da banda e foi substituído, a banda ainda não se pronunciou sobre o assunto.

## Integrantes
- Marshall Dutton – vocal (2014 - atualmente)
- Joe Garvey – guitarra solo (2003 - atualmente)
- Cody Hanson – bateria (2003 - atualmente)
- Mark King – guitarra rítmica (2003 - atualmente?)
- Mike Rodden – baixo (2003 - atualmente)

### Ex integrantes
- Austin Winkler - vocal (2003 - 2013)

## Discografia
- Far From Close (2003)
- Extreme Behavior (2005)
- Take It to the Limit (2008)
- All American Nightmare (2010)
- Welcome to the Freakshow (2012)
- When The Smoke Clears (2015)
- Stripped (2016)
- The Reign (2017)

### Singles
| Ano  | Single                       | Posição | Posição  | Posição | Posição       | Posição | Posição | Posição | Posição | Posição | Posição | Certificações                   | Álbum                             |  |
| Ano  | Single                       | US      | US Adult | US Alt. | US Main. Rock | AUS     | AUT     | CAN     | NLD     | NZ      | UK      | Certificações                   | Álbum                             |  |
| ---- | ---------------------------- | ------- | -------- | ------- | ------------- | ------- | ------- | ------- | ------- | ------- | ------- | ------------------------------- | --------------------------------- |  |
| 2005 | "Get Stoned"                 | 103     | —        | 37      | 4             | —       | —       | —       | —       | —       | 138     | - US: Ouro                      | Extreme Behavior                  |  |
| 2006 | "Lips of an Angel"           | 3       | 3        | 8       | 3             | 1       | 62      | 1       | 98      | 1       | 5       | - US: 3× Platina - AUS: Platina | Extreme Behavior                  |  |
| 2006 | "How Long"                   | —       | —        | —       | 6             | —       | —       | —       | —       | —       | —       |                                 | Extreme Behavior                  |  |
| 2007 | "Better Than Me"             | 31      | 10       | 37      | 16            | 11      | —       | 16      | —       | 16      | —       |                                 | Extreme Behavior                  |  |
| 2007 | "Homecoming Queen"           | —       | —        | —       | 16            | —       | —       | 100     | —       | —       | —       |                                 | Extreme Behavior                  |  |
| 2007 | "Born to Be Wild"            | —       | —        | —       | —             | —       | —       | —       | —       | —       | —       |                                 | Extreme Behavior                  |  |
| 2007 | "By the Way"                 | —       | —        | —       | —             | —       | —       | —       | —       | —       | —       |                                 | Extreme Behavior                  |  |
| 2008 | "Use Me"                     | 102     | —        | 25      | 3             | —       | —       | 79      | —       | —       | —       |                                 | Take It to the Limit              |  |
| 2008 | "Without You"                | 85      | 24       | —       | 32            | —       | —       | 94      | —       | —       | —       |                                 | Take It to the Limit              |  |
| 2009 | "Up All Night"               | —       | —        | —       | 16            | —       | —       | —       | —       | —       | —       |                                 | Take It to the Limit              |  |
| 2009 | "Loaded and Alone"           | —       | —        | —       | 37            | —       | —       | —       | —       | —       | —       |                                 | Take It to the Limit              |  |
| 2009 | "The Best Is Yet to Come"    | —       | —        | —       | —             | —       | —       | —       | —       | —       | —       |                                 | Take It to the Limit              |  |
| 2010 | "All American Nightmare"     | —       | —        | —       | 6             | —       | —       | —       | —       | —       | —       |                                 | All American Nightmare            |  |
| 2011 | "What Ya Gonna Do"           | —       | —        | —       | 20            | —       | —       | —       | —       | —       | —       |                                 | All American Nightmare            |  |
| 2011 | "The Life"                   | 119     | —        | —       | —             | —       | —       | —       | —       | —       | —       |                                 | All American Nightmare            |  |
| 2011 | "The Fight's About To Begin" | —       | —        | —       | —             | —       | —       | —       | —       | —       | —       |                                 | Official Gameday Music Of The NFL |  |
| 2012 | "Save Me"                    | —       | —        | —       | —             | —       | —       | —       | —       | —       | —       |                                 | Welcome to the Freakshow          |  |
|      |                              |         |          |         |               |         |         |         |         |         |         |                                 |                                   |  |